# Emma Bonino
Emma Bonino (Bra, 9 de marzo de 1948) es una política italiana, miembro del Parlamento italiano. Es conocida por su europeísmo y la defensa de los derechos de las mujeres. Entre 1995 y 1999 fue comisaria europea de Pesca y Ayuda Humanitaria en la Comisión Santer. Trabajó especialmente en campañas contra las mutilación genital femenina, los derechos de las mujeres afganas y la lucha contra la prostitución infantil. En1998 al recibir el premio Premio Príncipe de Asturias de Cooperación Internacional. En 2013-2014 fue ministra de Asuntos Exteriores de Italia.

## Biografía
Nacida el 9 de marzo de 1948 en la población de Bra, en la provincia de Cuneo. Después de estudiar en su ciudad natal se licencia en Lengua y Literatura moderna en la Universidad Bocconi de Milán, Italia realizando una tesis de graduación sobre la autobiografía Malcolm X.

## Vida política

### Política italiana
En 1975 funda el Centro de Información sobre la esterilización y el aborto y promueve un referéndum por la legalización del aborto en Italia, siendo arrestada por primera vez por desobediencia civil.
Al año siguiente Partido Radical se presenta por primera vez a las elecciones, siendo Bonino escogida miembro de la Cámara de Representantes Italiana. Una condición que se repetirá en seis legislaturas más: 1979, 1983, 1987, 1992, 1994 y 2006.
En 1986, fue uno de los promotores principales del referéndum contra la energía nuclear que va a desembocar en el abandono del programa civil nuclear italiano. En 1994 fue designada por el Gobierno Italiano jefe de la delegación nacional en la Asamblea General de las Naciones Unidas para tratar sobre la Moratoria sobre la Pena de muerte.
El 17 de mayo de 2006 Bonino fue nombrada ministra de Política Europea y Comercio Internacional en el gobierno de Romano Prodi, ganador de las elecciones generales de 2006 por delante de Silvio Berlusconi.
El 27 de abril de 2013 Bonino fue nombrada ministra de Exteriores en el gobierno de Enrico Letta. Tras la subida al poder de Matteo Renzi abandona el Ministerio de Exteriores.

### Política europea
En elecciones de 1979 fue escogida miembro del Parlamento Europeo, y, de nuevo, en 1984 y 1999. Desde el inicio como diputada europea va a iniciar sus trabajos en favor de la mujer, de los más desfavorecidos, así como en contra de los gobiernos autoritarios.
Entre 1980 y 1981 promueve diversas campañas por los derechos civiles de los ciudadanos de Europa del este, así como de la instauración de la Corte Penal Internacional. En 1981 funda la asociación "Food and Disarmament International", de la que es secretaria general desde 1985, y con la que pretende dar a conocer el problema del hambre en el mundo.
En 1993 promueve ante las Naciones Unidas el establecimiento del Tribunal Penal Internacional para la antigua Yugoslavia, tribunal específico para investigar y juzgar los crímenes cometidos durante la guerras yugoslavas y sus secuelas.

### Comisaria europea
En 1994 Bonino fue nombrada comisaria europea responsable del Consumo y Pesca así como de la Oficina europea de ayuda humanitaria, bajo la presidencia de Jacques Santer (Comisión Santer).
El 26 de enero de 1995, cuarenta horas después de tomar posesión de su cargo, viaja a Sarajevo y Mostar para denunciar la impotencia de la Unión Europea y el desinterés de la ONU sobre el conflicto de los Balcanes y por cerrar los ojos ante la limpieza étnica que se estaba produciendo. En 1996 denuncia el abandono de Ruanda por parte de la comunidad internacional ante el genocidio cometido por las etnias tutsi y hutu.
En febrero de 1995, después de que un pesquero español fuera interceptado por la marina militar canadiense, y llevado a puerto con toda su tripulación, Bonino acusa a Canadá de un "acto de piratería internacional" y da comienzo a una negociación que termina en abril con un acuerdo entre Bruselas y Canadá. Este hecho provoca una fuerte estima hacia ella en España.
Bonino, como responsable de ayuda humanitaria de la Comisión Europea, realizó diversos viajes a zonas en conflicto: Somalia, denunciando el régimen de los Señores de la Guerra; Sudán; Kurdistán, perjudicado por las sanciones impuestas al régimen de Sadam Huseín; Afganistán, para denunciar el régimen de los talibán por sus restricciones a la población, y a la mujer en especial; Guinea-Bisáu, donde media entre el gobierno y la guerrilla; y Sierra Leona.
En 1998 fue galardonada con el Premio Príncipe de Asturias de Cooperación Internacional, junto con Fatiha Boudiaf, Rigoberta Menchú, Fatana Ishaq Gailani, Somaly Mam, Graça Machel y Olayinka Koso-Thomas por su trabajo en defensa y por la dignidad la mujer.
El 15 de marzo de 1999 dimitió de su cargo, al igual que el resto de la Comisión Santer, por las acusaciones de fraude y malversación de fondos sobre la comisaria Édith Cresson. En junio de ese mismo año se presenta nuevamente a las elecciones europeas con su propia formación, la Lista Bonino, consiguiendo el 8,5 % de los votos italianos y 7 eurodiputados. En las elecciones al Parlamento Europeo de 2004 la Lista Bonino se unió a la Alianza de los Liberales y Demócratas por Europa.

### Ministra de Asuntos Exteriores en el Gobierno de Letta
El 28 de abril de 2013 Bonino asumió el cargo de ministra de Asuntos Exteriores formando parte del gobierno de Letta convirtiéndose en la segunda mujer en ocupar el cargo después de Susanna Agnelli. Ocupó el cargo hasta el 22 de febrero de 2014, cuando fue sustituida por Federica Moguerini.

### Candidata a las elecciones legislativas 2018
En enero de 2018 se anunció que concurriría a las elecciones legislativas de Italia del 4 de marzo de 2018 con un pequeño partido democristiano: Centro Democrático tras un pacto con su líder Bruno Tabacci. La cesión permite que Bonino pueda concurrir a los comicios con una lista propia, de inspiración radical y con el nombre de +Europa con Emma Bonino, evitando que se vea obligada a la recogida de 25.000 firmas en 63 circunscripciones tal como marca la ley.

## Lucha por los derechos de las mujeres

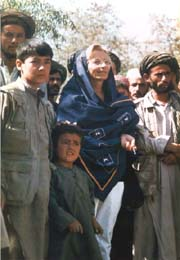
Emma Bonino en una visita a Kabul.

Bonino ha destacado especialmente por la defensa de los derechos humanos de las mujeres y ha recibido varios premios por ello.
En el octubre de 1998 al recibir el premio Premio Príncipe de Asturias de Cooperación Internacional lo dedicó a la líder de la oposición birmana Aung San Suu Kyi y pidió compartir el premio con un grupo de mujeres especialmente activas en el campo de los derechos humanos: Fatiha Boudiaf, viuda del presidente argelino asesinado en el 1992, Olayinka Koso-Thomas, nigeriana que lucha de más que quince años por la abolición de la mutilación femenina, Graca Machel, Presidenta de la Comisión ONU por la defensa de los niños víctimas de la guerra, Rigoberta Menchù, Premio Nobel por la Paz 1992, Fatana Ishaq Gailani, fundadora del Consejo de las Mujeres afganas, y Somaly Mam, Presidenta de la asociación camboyana que combate la prostitución infantil. En la década de 2000 trabajó especialmente en campañas contra las mutilaciones genitales femeninas, los derechos de las mujeres afganas y la lucha contra la prostitución infantil.
En 2001 luchó por la incorporación de mujeres en el nuevo gobierno de Afganistán pos talibán y apoyó la "carta afgana de los derechos de la mujer" que debía proponerse a la asamblea de jefes tradicionales encargada de escribir la nueva constitución.

## Vida personal
En enero de 2015 cuando se hablaba de ella como posible sucesora de Giorgio Napolitano a la presidencia de Italia anunció que tenía cáncer, un tumor en el pulmón izquierdo, que requeriría un duro tratamiento médico y que reduciría su ritmo de trabajo pero que no tenía intenciones de interrumpir su actividad política. «Sólo queremos decir que debemos esforzarnos por ser personas y por vivir libres hasta el fin. En suma, yo no soy mi tumor, ni vosotros sois vuestra enfermedad; debemos pensar solamente que somos personas que se enfrentan al reto que se les ha presentado» añadió en su intervención.  En mayo de 2015 en otro comunicado anunció que había superado el cáncer de pulmón y que estaba en tratamiento de radioterapia preventiva. Unos días más tarde añadió que estaba mejor, aunque no estaba curada y que el camino era todavía largo.

## Premios y reconocimientos
- 1995 Gran Cruz de la Orden de Mayo (Argentina)
- 1996 Personalidad del Año en Europa por la revista francesa "La vie"
- 1997 Comunicador del Año en Europa, de la revista británica "PR Week"
- 1998 Premio Príncipe de Asturias de Cooperación Internacional
- 1999 Premio Norte-Sur del Consejo de Europa[9]
- 2002 Premio Alecrín a la defensa de los derechos de las mujeres[3]
- 2002 Dama de la Gran Cruz de la Orden del duque Branimir (Croacia)
- 2003 Premio Presidente de la Repubblica
- 2004 Open Society Prize
- 2004 Prix Femmes d'Europe para Italia
- 2009 Comandante de la Legión de Honor (Francia)
- 2013 America Award de la Italy-USA Foundation
- 2014 Gran Oficial de la Orden del León (Senegal)
- 2015 Caballero de la Gran Cruz de la Orden del Mérito de la República Italiana, a iniciativa del Presidente de la República
- 2016 Premio Art.3 Asociación de Art.3 (www.art3.it)

## Publicaciones
- "Africa addio? La speranza è a Città del Capo" di Giovanni Negri (Ideazione, 1997). Prefacio de Emma Bonino.
- "Corea del Nord. Fame e atomica" de Pierre Rigoulot (Guerini e Associati, 2004). Prefacio de Emma Bonino.
- "Approvvigionamenti in India" de Guido Nassimbeni y Marco Sartor (Il Sole 24 ore, 2006). Prefacio de Emma Bonino.
- "Cittadine del Mediterraneo. Il Marocco delle donne" de Rita El Khayat (Castelvecchi, 2009). Prefacio de Emma Bonino.
- "La Chiesa del No. Indagine sugli italiani e la libertà di coscienza" de Marco Politi (Mondadori, 2009). Prefacio de Emma Bonino.
- "Pensionata sarà lei - Le donne, la parità e la crisi economica" (Rubbettino editore, marzo de 2009). Curado por Emma Bonino.
- "Alfabeto Bonino" (Bompiani editore, marzo de 2010).  Escrito por Emma Bonino y Cristina Sivieri Tagliabue.
- "I doveri della libertà" (Laterza editore, noviembre 2011).  Escrito por Emma Bonino y Giovanna Casadio.
- "L'eredità di Antigone. Storie di donne martiri per la libertà" de Riccardo Michelucci (Odoya edizioni, 2013). Prefacio de Emma Bonino.